# Архајски стил
Архајски стил у уметности старе Грчке је период процвата уметности, не само у грнчарији, већ и у монументалној архитектури и вајарству. Трајао је од краја VII века п. н. е. - 480. године п. н. е. Познат још и као касни геометријски стил. 
Овај стил је био виши по рангу од геометријског. Иако му недостају главне одлике класичног стила уравнотеженост и осећање савршеног, одликује се свежином.

## Архајско сликарство
Најлепши примерци сликане грнчарије су првенствено били скупоцени производи чије је естетика била испред функције. Колико су били цењени говори и чињеница да су од 6. в. п. н. е. многи били потписани. Неке од архајских ваза поседују тако карактеристичан стил да се њихов уметнички рукопис може познати и без потписа. 
У овом периоду рађено је и зидно сликарство и слике на плочама. Али тек у наредном, класичном периоду, зидно сликарство преузима примат, а грнчарија почиње да се третира као занатски производ. 
За архајско сликарство је карактеристична јасна равномерна боја, па према томе зидне слике се нису разликовале од слика на посуђу.

## Архајске вазе
Ако упоредимо раније вазно сликарство са архајским, приметићемо изненађујуће широк дијапазон сцена и нових мотива и ликова. Људски и животињски ликови, су већ сасвим дефинисани и одвојени од орнамента. Заузели су централно место по значају, али упркос израженим наративним елементима, архајско сликарство је у суштини орнаментално. 
Архајске вазе су мање од својих претходница (грнчарија није више служила за надгробне споменике). Много је јаче истицање теме, а приказани су призори из митологије, легенди и живота. Нарочито висок уметнички ниво уочавамо међу атинским вазама (атински стил – црне фигуре на црвеној подлози – VI век п. н. е.).

## Архајска скулптура
У најранијим примерима архајског вајарства очигледни су снажни утицаји египатске уметности. То се јасно види на примеру Коре и Куроса. Ране грчке статуе (650-625 година п. н. е.) су третиране укочено, фризуре налик на перику и припијене одеће (женска скулптура). Специфичне су по благом архајском осмеху, који је требало да помогне стварању утиска живота у овим крутим и симетричним статуама. Упркос извесној неспретности у обради, грчко вајарство је од самог почетка показивало тенденцију ка ослобађању скулптуре од камена и стварању истински слободних скулптура, Архајски уметници су сасвим одвајали руке (и ноге, код мушких статуа) од тела за разлику од египатских вајара који су те површине остављали испуњеним. Док египатске скулптуре изгледају смирене, Грчке су напете и пуне скривенога живота. Директан поглед њихових огромних очију пружа најречитији контраст нежном изгубљеном погледу Египатских фигура. Грчка статуа је чудно неиздиференцирана, оне нису ни богови ни људи, већ нешто између као идеал физичког савршенства и животности који припада и смртнима и бесмртнима. 
Грци су радили скулптуру у мермеру, бронзи, слоновачи и злату. Скулптура је монументална, слободна или везана за архитектуру. Веза између архитектуре и скулптуре је тачно одређена без импровизација. 
Темпо развоја грчке статуе је очигледан и тако Курос уместо оштро уоквирених апстрактних површина добија заобљене кривине. Цело тело показује већу свесност масивних запремина, али и једну нову еластичност и безброј анатомских детаља који су дати много функционалније него раније. Тип коре је нешто промењивији него тип Куроса, мада и тај развој иде по истој шеми. Док се ранија Кора понавља као одјек површине четвороугаоне плоче, нова тзв. «Хера» изгледа као оживели стуб. Исто тако нов је и много органскији начин обраде косе која пада на рамена у неким коврџавим праменовима, за разлику од пређашње масивне круте перике. «Хера» има много природнији и нежнији осмех од свих до тада виђених. Последња Кора губи своју крутост, а добија на китњастој, претерано префињеној љупкости. Томе доприноси и боја - све грчке скулптуре су бојене, иако их ми данас познајемо само у карактеристичној белој боји мермера.

## Рељеф
Вајарство је у Грчкој од самих почетака билло саставни део архитектуре, као и код Египћана, Асираца, Вавилонаца и Персијанаца. Али док су на истоку целе грађевине биле прекривене плитким рељефима, грчкој архитектури вајарство је било ограничено на неколико одређених површина - забат и фриз. Временом су на троугластом простору забата уместо рељефне декорације почеле да се смештају праве статуе, «слободне», компоноване да се уклопе у забат. Рађене су као слободне скулптуре, али не стоје слободно – можемо их звати «супер рељеф». Изражена је племенитост духа. Високи рељеф и дубоко засечене фигуре дочаравају простор у дубину, ближе фигуре су дубље извајане. Компоноване су сложене сцене, као на забату на храму у Егини, на коме је приказан Тројански рат.

## Дела
- Атичка амфора из Вулчија – Херакле дави Немејског лава, слика, 525 п. н. е, Псијакс

Ова амфора показује колико је и поред ограничења технике црних фигура било могуће дочарати тродимензионалност и волумен тела. Сцена приказује први од дванаест Херкулових задатака и урађена је темпераментно и са много жестине. Фигура лава је посебно добар пример колико су снажни били утицаји Оријента на архајско сликарство
- Дионис у чуну, 540. п. н. е.

Слика Дионис у Чуну, мајстора Ексекијаса на једној посуди је изванредан пример стила црних фигура на црвеној позадини. Приказана је сцена из једне Хомерове химне. Диониса, бога вина, док је био у пијаном стању киднаповали су разбојници и однели на свој брод. Када се пробудио, учинио је да израсте винова лоза по барци. то је уплашило отмичаре, који су поскакали у море, где су се претворили у делфине. 
- Кора, 650. п. н. е.

- Курос, 600. п. н. е.

- Курос, 525. п. н. е.

- Москофорос, носач телета, 570. п. н. е.

- Глава Рампин, 560. п. н. е., приказује «архајски осмех»

- Хера са Самоса, 570 – 560. п. н. е.

- Фриз Сифинијске ризнице, 530. п. н. е.

- Лапит убија Кентаура, око 490. п. н. е. непознати уметник, назван сликар Ливнице.

Ремек-дело стила црвених фигура.

Види још
- Историја уметности
- Историја
- Уметност
- Уметност старе Грчке